# Enoplognatha ovata
Espèce
Synonymes
- Araneus ovatus Clerck, 1757
- Araneus redimitus Clerck, 1757
- Araneus lineatus Clerck, 1757
- Aranea coronata De Geer, 1778
- Aranea myopa Fabricius, 1781
- Aranea vittata Fourcroy, 1785
- Aranea lepida Walckenaer, 1802
- Aranea venusta Walckenaer, 1802
- Aranea rubricata Schrank, 1803

Enoplognatha ovata est une espèce d'araignées aranéomorphes de la famille des Theridiidae.

## Distribution
Cette espèce se rencontre en Europe, en Russie, en Turquie, en Iran, au Kazakhstan, en Asie centrale, en Corée du Sud et au Japon.
Elle a été introduite en Amérique du Nord, présente au Québec et découverte au sommet de jeunes plants de pommier d'où elle enroule les feuilles pour chasser à l'affût.

## Description
Les mâles mesurent de 3,5 à 5,2 mm et les femelles de 4,3 à 6,8 mm.

## Systématique et taxinomie
Cette espèce a été décrite sous le protonyme Araneus ovatus par Clerck en 1757. Elle est placée dans le genre Theridion par Walckenaer en 1805 puis dans le genre Enoplognatha par Levi en 1957.

Enoplognatha ovata ♀ sur Holcus lanatus
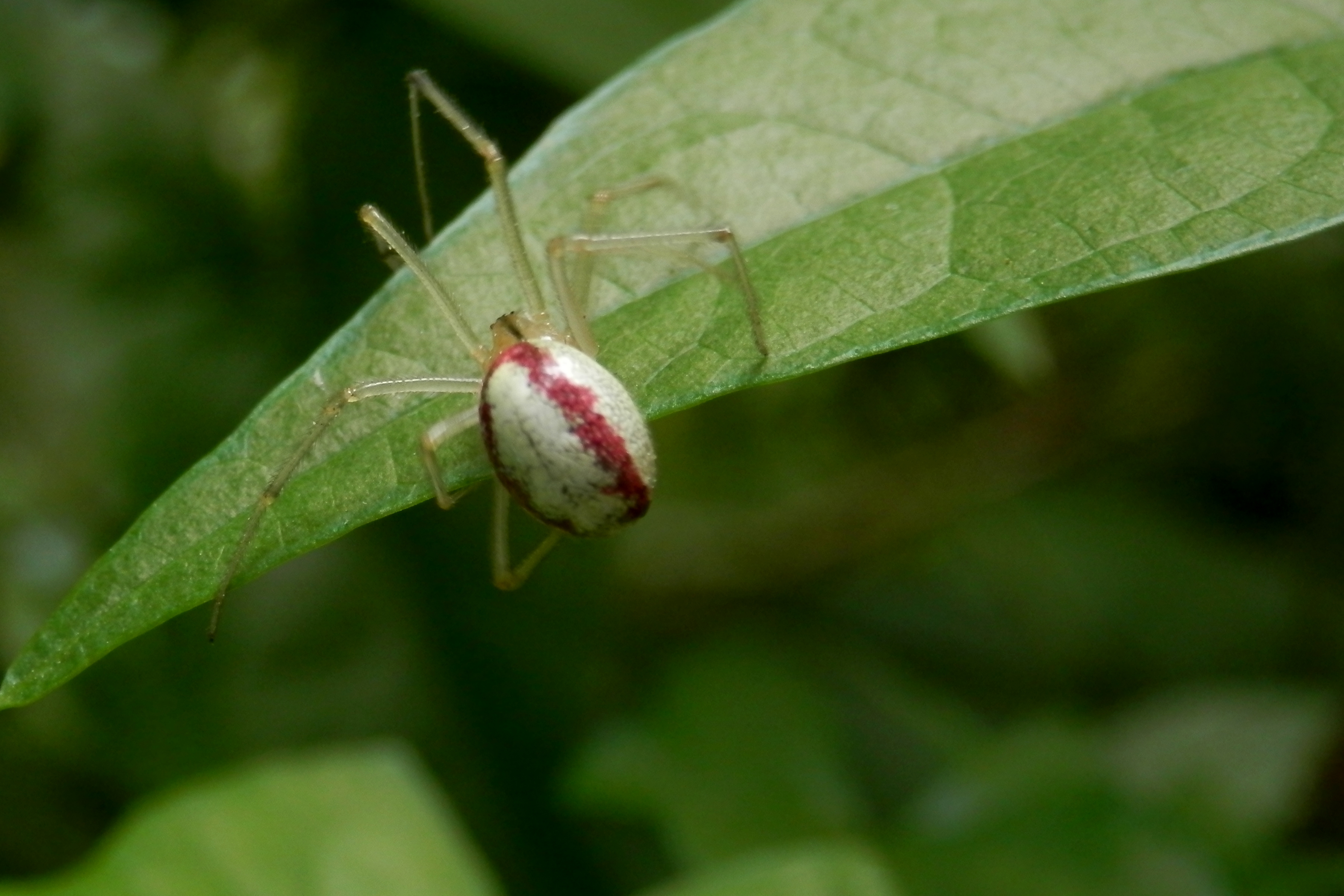
Enoplognatha ovata
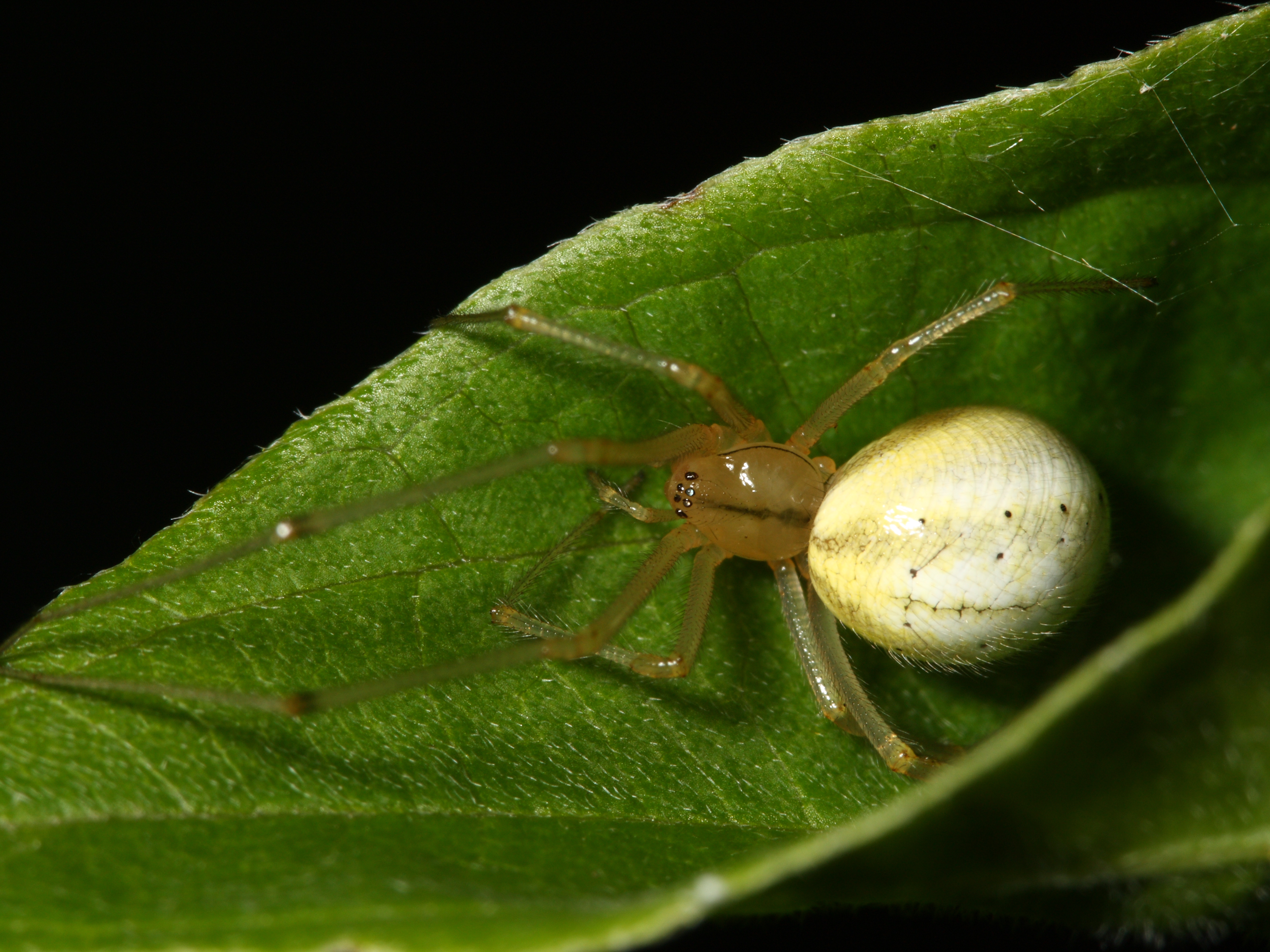
Enoplognatha ovata ♀

## Publication originale
- Clerck, 1757 : Svenska spindlar, uti sina hufvud-slågter indelte samt under några och sextio särskildte arter beskrefne och med illuminerade figurer uplyste. Stockholmiae, p. 1-154 (sv).